# Gares (metropolitana di Rennes)
Gares è una stazione d'interscambio della metropolitana di Rennes tra la linea A e la linea B. È situata sotto la stazione di Rennes, e serve il quartiere di Saint-Hélier.

## Storia
La stazione fu costruita tra il 1997 ed il 2000 e fu aperta al traffico il 15 marzo 2002 quando fu attivata l'intera linea A.
Il 20 settembre 2022 fu attivata anche la stazione della linea B.

## Interscambi
Nelle vicinanze della stazione effettuano fermata diverse linee di tram, autobus urbani ed interurbani.
- Stazione ferroviaria (Rennes)
- Fermata autobus